# Rhodomyrtus
Rhodomyrtus ist eine Pflanzengattung innerhalb der Familie der Myrtengewächse (Myrtaceae). Die etwa 23 Arten kommen im tropischen Asien, in Neuguinea, Australien, Neukaledonien und auf Fidschi vor.

## Beschreibung

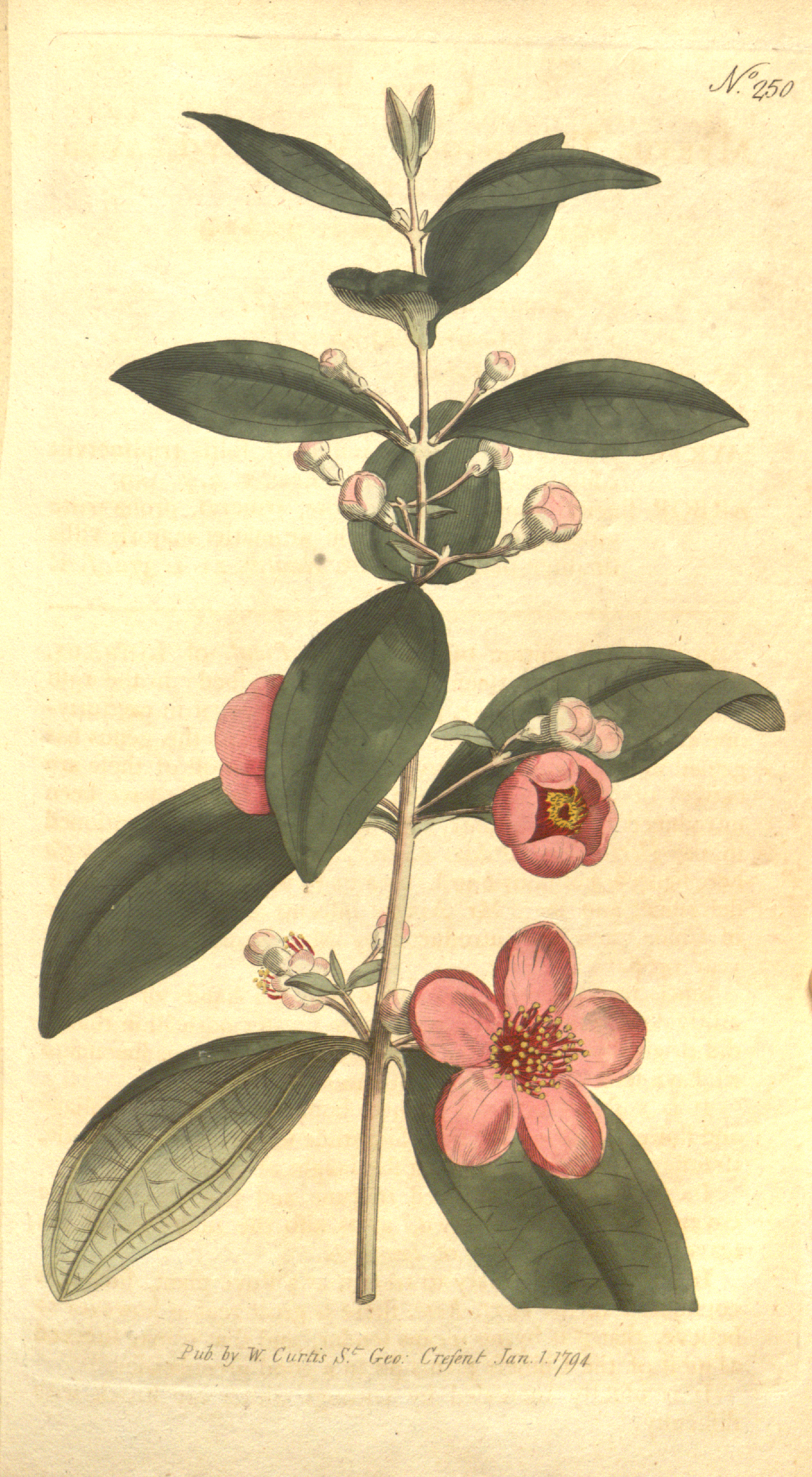
Illustration aus The Botanical Magazine, Volume 7, 1794, Tafel 250, Rhodomyrtus tomentosa (Woolly-Leaved Myrtle; deutsch: Wollblättrige Myrte)

### Erscheinungsbild und Blätter
Rhodomyrtus-Arten wachsen als immergrüne Sträucher oder Bäume. Die gegenständig an den Zweigen angeordneten Laubblätter sind in Blattstiel und Blattspreite gegliedert. Die einfachen Blattspreiten besitzen oft von der Spreitenbasis ausgehend drei Hauptnerven.

### Blütenstände und Blüten
Die Blüten stehen einzeln in den Blattachseln oder zu dritt bis elft in seitenständigen, zymösen oder traubigen Blütenständen zusammen.
Die zwittrigen Blüten sind radiärsymmetrisch und vier- oder fünfzählig mit doppelter Blütenhülle. Der eiförmige bis halbkugelige Blütenbecher (Hypanthium) überragt das obere Ende des Fruchtknotens nicht bis kaum und ist mit diesem verwachsen. Die vier oder fünf freien, ledrigen Kelchblätter sind haltbar. Die vier freien Kronblätter sind größer als die Kelchblätter. Die Farben der Kronblätter reichen von weiß über rosafarben bis rot. Die zahlreichen in drei bis sechs Kreisen angeordneten freien Staubblätter sind meist kürzer als die Kronblätter. Die Staubbeutel öffnen sich longitudinal. Drei oder vier Fruchtblätter sind zu einem unterständigen ein- bis vierkammerigen Fruchtknoten verwachsen. Die vielen Samenanlagen sind in zwei Reihen meist in zentralwinkelständiger oder selten parietaler Plazentation angeordnet. Der schlanke, linealische Griffel endet in einer kopfigen oder schildförmigen (peltaten) Narbe.

### Früchte und Samen
Die trockenen oder fleischigen, eiförmigen, kugeligen oder flaschenförmigen Beeren besitzen an ihrem oberen Ende die haltbaren Kelchblätter und enthalten wenige bis viele Samen, die durch eine falsche Scheidewand voneinander getrennt sind. Die flachen, nierenförmigen Samen besitzen eine harte Samenschale (Testa) und enthalten einen gekrümmten oder spiralig-gedrehten Embryo mit einem langen Hypocotyl und zwei sehr kleinen Keimblättern (Kotyledonen).

## Systematik und Verbreitung
Die Gattung Rhodomyrtus wurde 1841 durch Ludwig Reichenbach in Der Deutsche Botaniker Herbarienbuch, Band 1, S. 177 aufgestellt. Basionym ist Myrtus sect. Rhodomyrtus DC., das 1828 durch Augustin-Pyrame de Candolle in Prodromus Systematis Naturalis Regni Vegetabilis, Band 3, S. 240 veröffentlicht wurde. Als Lectotypusart wurde 1956 von R. McVaugh in Taxon, Volume 5, S. 145 Rhodomyrtus tomentosa (Aiton) Hassk. festgelegt. Synonyme für Rhodomyrtus (DC.) Rchb. sind Cynomyrtus Scriv. und Psidiomyrtus Guillaumin. Ein Isonym ist Rhodomyrtus (DC.) Hassk., es wurde durch J. C. Hasskarl in Flora oder Allgemeine Botanischer Zeitung, Band 25 (2), 1842, S. 35 veröffentlicht. Die letzte Revision der Gattung Rhodomyrtus erfolgte durch A. J. Scott: A revision of Rhodomyrtus (Myrtaceae), in Kew Bulletin, Volume 33, Issue 2, 1978, S. 311–312.

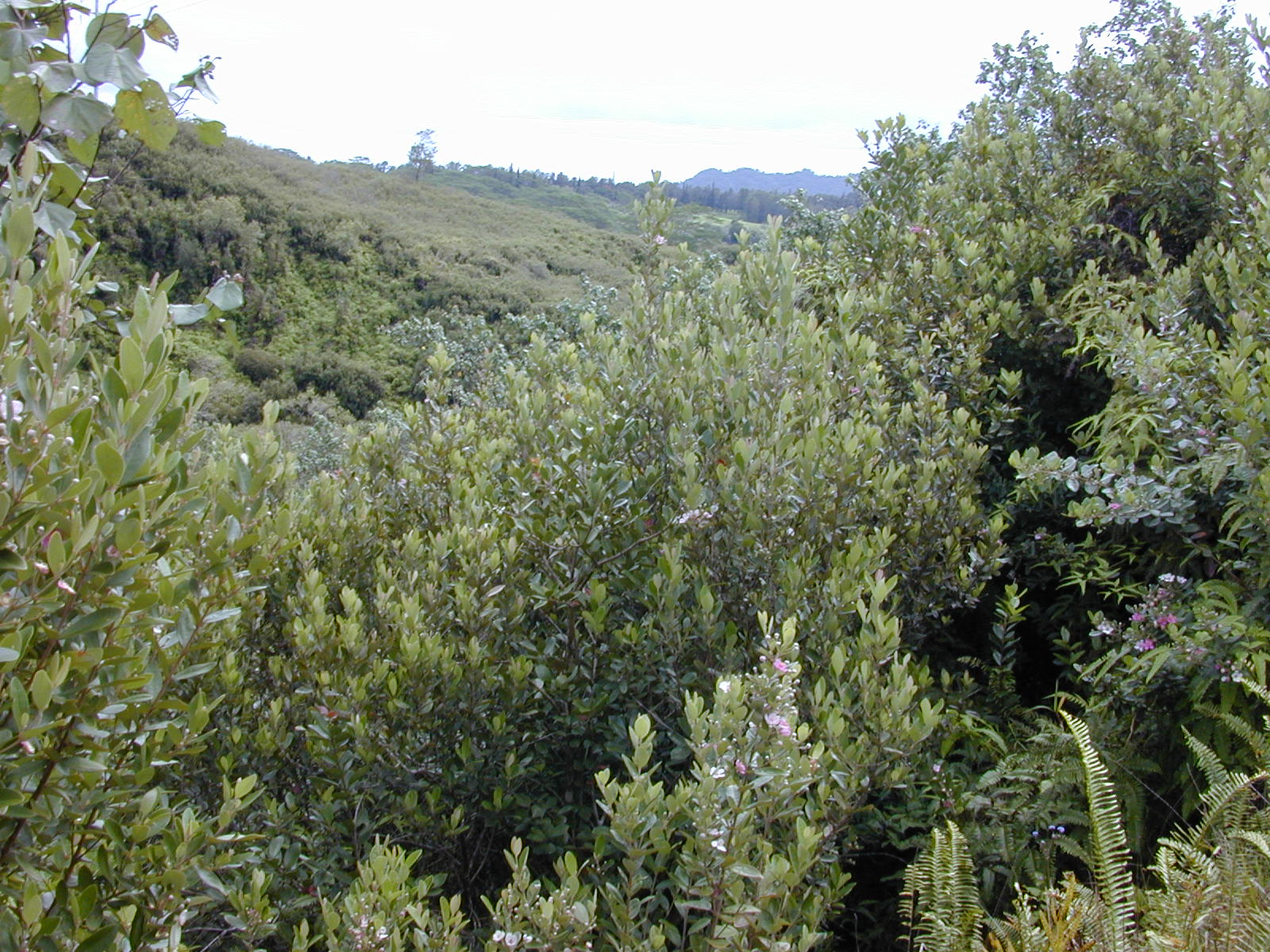
Rhodomyrtus tomentosa als invasive Pflanze auf Hawaii

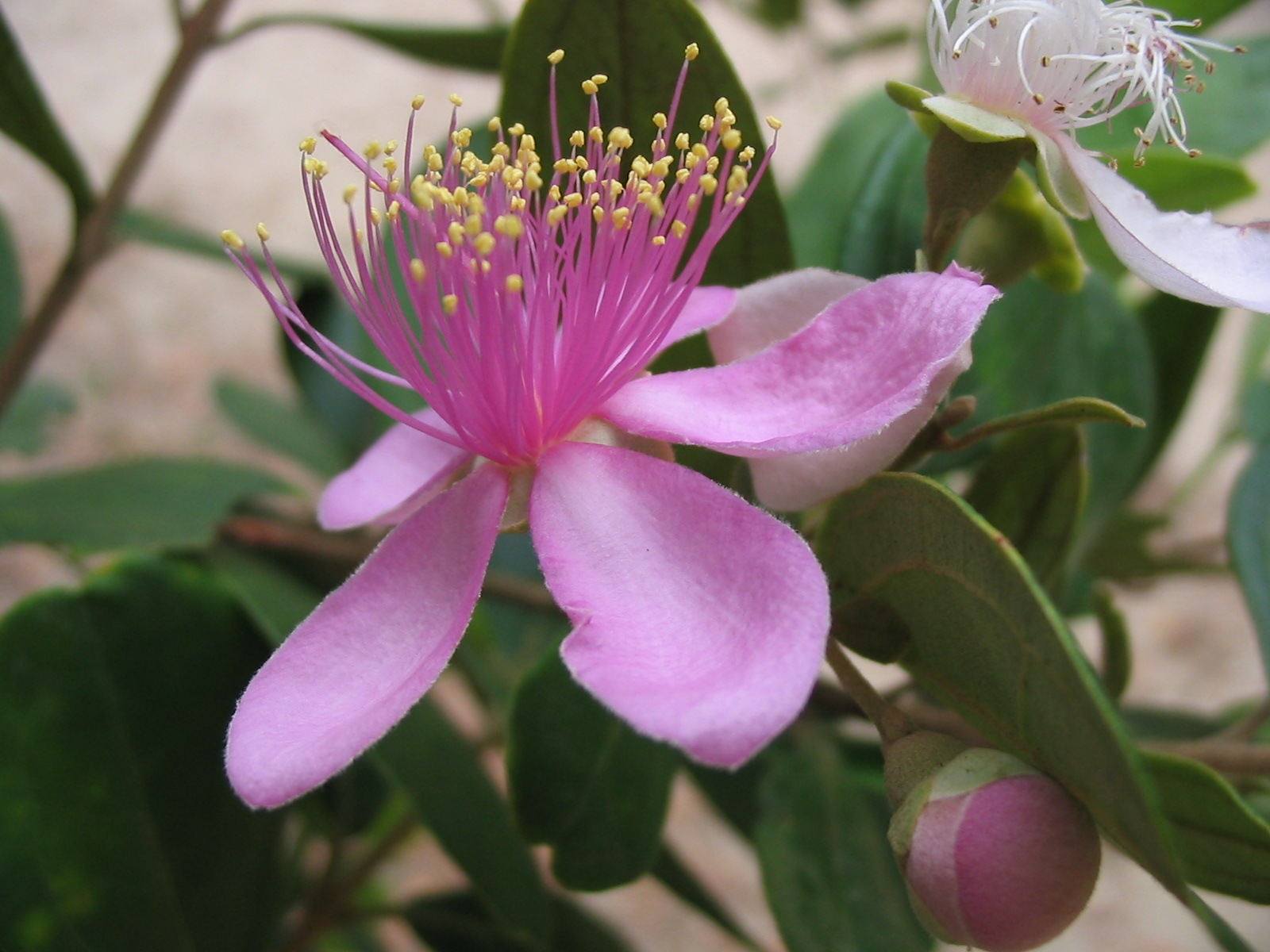
Blüte der Rhodomyrtus tomentosa

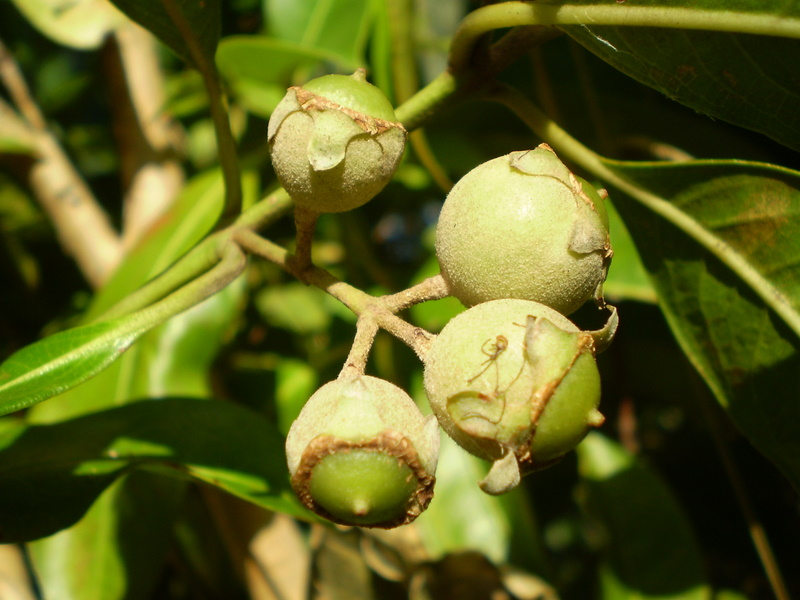
Früchte von Rhodomyrtus psidioides

Die Gattung Rhodomyrtus gehört zur Tribus Myrteae in der Unterfamilie Myrtoideae innerhalb der Familie Myrtaceae.
Das Verbreitungsgebiet der Gattung Rhodomyrtus umfasst das tropische Asien, Neuguinea, die australischen Bundesstaaten New South Wales sowie Queensland, Neukaledonien und Fidschi. Neuguinea ist mit mindestens elf Arten der Schwerpunkt der Artenvielfalt. Rhodomyrtus tomentosa ist in vielen tropischen und randtropischen Gebieten, beispielsweise Florida und Hawaii, eine invasive Pflanze.
Es gibt etwa 21 (Stand 2008), 22 oder 23 (Stand 2010) Rhodomyrtus-Arten:
- Rhodomyrtus effusa Guymer: Sie ist in Queensland beheimatet.[7]
- Rhodomyrtus elegans (Blume) A.J.Scott: Sie kommt auf den Molukken und in Papua-Neuguinea vor.[7]
- Rhodomyrtus guymeriana N.Snow & J.P.Atwood: Sie kommt nur in Papua-Neuguinea vor.[7]
- Rhodomyrtus kaweaensis N.Snow: Sie kommt nur in Papua-Neuguinea vor.[7]
- Rhodomyrtus lanata Guymer: Sie kommt nur in Papua-Neuguinea vor.[7]
- Rhodomyrtus locellata (Guillaumin) Burret: Sie kommt in Neukaledonien vor.[7]
- Rhodomyrtus longisepala N.Snow & J.McFadden: Sie kommt nur in Papua-Neuguinea vor.[7]
- Rhodomyrtus macrocarpa Benth.: Sie kommt in Neuguinea und im nördlichen sowie nordöstlichen Queensland vor.[7]
- Rhodomyrtus mengenensis N.Snow: Sie kommt nur in Papua-Neuguinea vor.[7]
- Rhodomyrtus misimana N.Snow: Sie kommt nur in Papua-Neuguinea vor.[7]
- Rhodomyrtus montana Guymer: Sie kommt nur im westlichen Neuguinea vor.[7]
- Rhodomyrtus obovata C.T.White: Sie kommt nur in Papua-Neuguinea vor.[7]
- Rhodomyrtus pervagata Guymer: Sie kommt nur im australischen Bundesstaat Queensland vor.[7]
- Rhodomyrtus pinnatinervis C.T.White: Sie kommt von Neuguinea bis zum Bismarck-Archipel vor.[7]
- Rhodomyrtus psidioides (G.Don) Benth.: Sie kommt in dem australischen Bundesstaaten südöstliches Queensland bis New South Wales vor.[7]
- Rhodomyrtus salomonensis (C.T.White) A.J.Scott: Dieser Endemit kommt nur auf den Salomonen vor.[7]
- Rhodomyrtus sericea Burret: Dieser Endemit kommt nur  im nördlichen Queensland vor.[7]
- Rhodomyrtus surigaoensis Elmer: Dieser Endemit kommt nur auf der Philippinen-Insel Mindanao vor.[7]
- Rhodomyrtus takeuchii N.Snow & J.Cantley: Sie 2010 wurde in Harvard Pap. Bot., Volume 15, S. 66 aus Papua-Neuguinea erstbeschrieben.[7]
- Rhodomyrtus tomentosa (Aiton) Hassk.: Sie ist weitverbreitet in Sri Lanka, Indien, Myanmar, Laos, Kambodscha, Vietnam, China, Malaysia, Indonesien, auf den Philippinen und auf den japanischen Ryūkyū-Inseln.[7]
- Rhodomyrtus trineura (F.Muell.) Benth. (Syn.: Rhodomyrtus canescens C.T.White & Francis, Rhodomyrtus novoguineensis Diels): Sie kommt von Maluku bis Queensland und zum Bismarck-Archipel vor.[7]